# Le Clique: Vida Rockstar (X)
Le Clique: Vida Rockstar (X) es el tercer álbum de estudio del artista Jhayco publicado el 6 de septiembre de 2024.

## Gráficos
| Listas (2024)                   | Posición |
| ------------------------------- | -------- |
| Top Latin Albums (Billboard)    | 6        |
| Latin Rhythm Albums (Billboard) | 2        |
| Billboard 200 (Billboard)       | 77       |

## Recepción
El álbum debutó en Billboard  con 13,000 unidades en Estados Unidos siendo 6 en Top Latin Albums, 2 en Latin Rhythm Albumsy top 77 en Billboard 200.
El álbum antes de su lanzamiento fue bien catalogado por Rolling Stone. El álbum y los sencillos fueron certificado 2X platino por la Recording Industry Association of America.

## Certificación
| País                  | Certificación        | Ventas  |
| --------------------- | -------------------- | ------- |
| Estados Unidos (RIAA) | 2 X Platino (Latino) | 200,000 |

## Lanzamiento
El álbum fue lanzado por el sello discográfico de Universal Music Latino y anunciado a la revista de Rolling Stone y Billboard.

## Concepto
El álbum es una trilogía según el mismo artista lo describe.
“Este disco ha crecido conmigo, me ha ayudado a encontrar mi identidad, que yo traigo al género, cuál es mi color que yo aporto a esto del reggaetón y la música”, dijo Jhayco en una entrevista reciente desde Miami.
Es un álbum de 29 tracks dónde se destaca. 
Entre los temas llama la atención “Viene BASQUIAT…” que está inspirada en el pintor expresionista pop Jean-Michel Basquiat fallecido a los 27 años en 1988. Según una entrevista con el periódico estadounidense de Los Angeles Times.

## Listado de canciones
| (Phase I: Vida Rockstar) |                                       |          |  |
| N.º                      | Título                                | Duración |  |
| 1.                       | «Vida Rockstar»                       | 3:26     |  |
| 2.                       | «Grecia»                              | 3:43     |  |
| 3.                       | «Porsche Carrera» (con Yandel y Haze) | 4:14     |  |
| 4.                       | «Natural»                             | 3:17     |  |
| 5.                       | «En La Bentley»                       | 5:50     |  |
| 6.                       | «Passoa» (con Kapo)                   | 5:09     |  |
| 7.                       | «El Final»                            | 2:39     |  |
| 8.                       | «58» (con Dei V)                      | 4:47     |  |
| 9.                       | «100 Gramos»                          | 3:39     |  |
| 10.                      | «Habibi»                              | 2:46     |  |
| 11.                      | «XX»                                  | 4:25     |  |
| 12.                      | «Holanda»                             | 3:52     |  |
| 13.                      | «Quimik» (con Omar Courtz)            | 3:39     |  |
| 14.                      | «0 Millas»                            | 2:32     |  |

| (Phase II: Le Clique) |                                                  |          |  |
| N.º                   | Título                                           | Duración |  |
| 1.                    | «Le Clique» (con DJ Khaled y Yovngchimi)         | 4:43     |  |
| 2.                    | «No Entiendo» (con Eladio Carrión y Omar Courtz) | 4:04     |  |
| 3.                    | «Viene Basquiat…»                                | 3:50     |  |
| 4.                    | «Murci»                                          | 4:49     |  |
| 5.                    | «2C»                                             | 2:43     |  |
| 6.                    | «Ferragamo»                                      | 2:32     |  |
| 7.                    | «Mokai»                                          | 2:25     |  |
| 8.                    | «Joe»                                            | 2:48     |  |
| 9.                    | «Graxxx & QSJM»                                  | 3:34     |  |

| (Phase III: X) |                                      |          |  |
| N.º            | Título                               | Duración |  |
| 1.             | «3D» (con Tivi Gunz y De la Rose)    | 2:57     |  |
| 2.             | «Mami Chula» (con Quevedo)           | 3:36     |  |
| 3.             | «Ex-Special» (con Peso Pluma)        | 3:49     |  |
| 4.             | «Torii»                              | 3:36     |  |
| 5.             | «KTM» (con Bryant Myers y Luar la L) | 6:06     |  |
| 6.             | «Cuerpecito»                         | 3:15     |  |